# Šklíň
Šklíň (také Česká Sklíň, ukrajinsky a rusky Шклинь, polsky Szklin) je obec v dnešním Luckém rajónu Volyňské oblasti na západní Ukrajině nedaleko Senkevičivky. Obec stojí podél silnice spojující města Lvov a Luck.
V roce 1910 se zde narodil významný český operní pěvec Eduard Haken.